# Porta Nuova (Milánó)

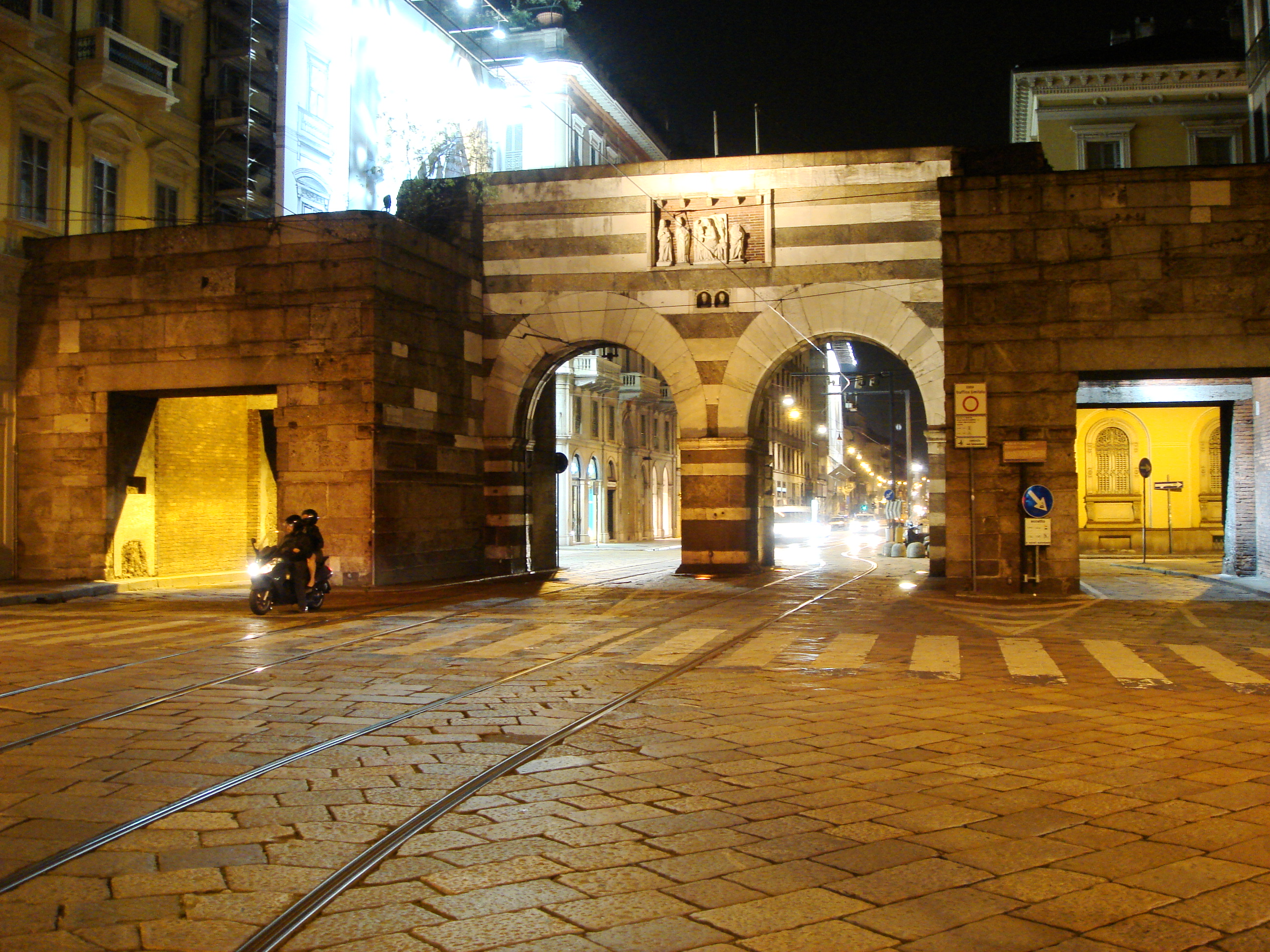
Porta Nuova

A Porta Nuova (Új-kapu) egyike volt a középkori Milánó városkapuinak.

## Leírása
A Via Manzoni végén áll a Piazza Cavour előtt. Egyike volt azoknak a kapuknak, amelyek 1156–1158 között II. Frigyes német-római császár elleni védelmül emelt városfalhoz tartoztak. Íve fekete és fehér márványtömbökből épült. A tér felé néző oldalán, a 14. századból származó márvány dombormű látható, amely Máriát ábrázolja a város patrónusai között. Alkotója feltehetően Giovanni de Balduccio. A város felé tekintő oldalon két római sírkőlapot építettek be a kapuba. A rómaiak korában a Milánót Brianzával összekötő út kiindulópontja volt. A kaput 1810-1813 között újjáépítették Giuseppe Zanoia tervei szerint. A kapu ma egy diadalívhez hasonlít, ión oszlopfőkkel.